# عتاب بن ورقاء الرياحي
عتّاب بن ورقاء بن الحارث بن عمرو الرياحي اليربوعي التميمي. أبو ورقاء. قائد عسكري مسلم. ولاّه مصعب بن الزبير (أمير العراق لأخيه عبد الله بن الزبير الخليفة في الحجاز) إمارة أصبهان، وانتدبه لقمع ثورة في الري، ففتحها، ومهد أمورها، ثم أصبح من أمراء جيش المهلب بن أبي صفرة. كلفه الحجاج بن يوسف الثقفي (والي العراق للخليفة الأموي عبد الملك بن مروان) مع جند من أهل الشام والعراق، لقتال شبيب الخارجي، فقتله عامر بن عمير التغلبي (أحد أصحاب شبيب) في المعركة التي دارت بينهما، وعرفت بيوم عتاب عام 77 هـ (حوالي 696م).